# Biston thibetaria
Biston thibetaria là một loài bướm đêm trong họ Geometridae.

## Hình ảnh

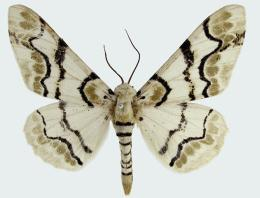